# Château de Montsûrs
Le château de Montsûrs était un château situé à Montsûrs. Il reste deux tours du château où naquit André de Lohéac, compagnon de Jeanne d'Arc. Le château était situé sur des escarpements naturels renforcés par de profondes douves alimentées par la Jouanne et le Vesnard. La ville de Montsûrs était une des dix châtellenies du comté de Laval. On voit par les ruines qui existaient encore au XIXe siècle que ce château pouvait avoir de 12 à 1 500 mètres de circuit. Il était flanqué de plusieurs tours avec bastions, et avait un pont-levis et des fossés larges et très-profonds.
La tour Renaise dite « le Paradis aux Biques » fait l'objet d'une inscription au titre des Monuments historiques depuis le 9 juin 1925. En 1374, Bertrand du Guesclin se marie avec Jeanne de Laval. Le château de Montsûrs est dès lors sa demeure, et il y réside dans les périodes hors guerre. Il y traitera du mariage de sa nièce Marie d'Orange, avec Jean, vicomte de Vendôme.

## Histoire
En 1292 un don en parage confère Montsûrs à André de Laval. Son fils Jean est le père de Jeanne la femme de Du Guesclin. André avait fondé quatre chapellenies dans le château.
Lors de la guerre de Cent Ans, en 1429, le château de Montsûrs est assiégé lors d'une attaque des Anglais pendant que les seigneurs de Laval suivent à l'armée du roi Charles VII. Les Anglais, sous les ordres du comte d'Arundel, lieutenant-général du roi Henry VI, après plusieurs assauts successifs prennent le château de Montsûrs qui est livré au pillage; d'Arundel, voyant qu'il ne pourrait le garder longtemps, car il était obligé de joindre l'armée du duc de Bedford, ordonna de l'incendier. L'occupation du Comté de Laval par les Anglais se poursuit jusqu'en 1449.
« Ce fut en l'an soixante et quatre Mil quatre cent sans rien debatre, Ancenis, l'an soixante et huyt Ou falloit avoir sau conduyt. Et la Guerche pour abréger Ou le roy Loys fut loger. Passa par Laval, dire l'ouse, Et fut en l'an soixante et douze.. ».
Avec son armée puissante, Louis XI en conflit avec Jean II de Valois, passa par Montsûrs; mais il ne s'y arrêta pas. Le roi, en quittant Laval, se réfugia par l'abbaye de la Roë au mois de septembre 1472 pendant que son armée était devant la Guerche. 
Au début du XIXe siècle, les vestiges de cinq tours et du château étaient encore visibles. Il subsiste actuellement deux tours : la tour dite « de la Fuie » et la Tour Renaise. Le reste est totalement détruit entre 1833 et 1855 pour la construction de l'église paroissiale de Montsûrs.